# No Secrets (álbum)
No Secrets es el tercer álbum de estudio de la cantante estadounidense Carly Simon, publicado a mediados de noviembre de 1972 por Elektra Records.
Siendo el mayor éxito comercial de Simon, No Secrets pasó cinco semanas en el puesto #1 en la lista Billboard 200 de Estados Unidos y rápidamente se convirtió en un disco de oro, al igual que el sencillo principal «You're So Vain», que permaneció en el puesto #1 en la lista de los Hot 100 durante tres semanas y Adult Contemporary durante dos semanas. El segundo sencillo, «The Right Thing to Do», alcanzó el puesto #17 en el Hot 100 y el puesto #4 en la lista Adult Contemporary de la revista Billboard. El álbum fue oficialmente certificado disco de platino por la Recording Industry Association of America (RIAA) el 12 de diciembre de 1997.  Fue certificado oro por la Industria Fonográfica Británica (BPI) el 11 de noviembre de 2011.

## Grabación y embalaje
«Angel from Montgomery» fue grabada por Carly Simon en su primera sesión para el álbum No Secrets, que fue producido por Paul Buckmaster y contó con la voz de James Taylor y Danny Kortchmar en la guitarra. Simon recuerda: “Elektra rechazó [las pistas de esa sesión] y... me pidió que trabajara con Richard Perry. [Elektra] no pensó que Buckmaster produciría un álbum exitoso para mí”.
Por invitación del productor Richard Perry, Simon grabó el álbum en los estudios Trident en Londres, donde Perry estaba interesado en que Simon trabajara con el ingeniero Robin Cable. Trident Studios había sido anteriormente el lugar para la grabación de álbumes notables, incluido el White Album de The Beatles, Space Oddity de David Bowie y el segundo álbum de Elton John.
La fotografía de la portada, tomada por Ed Caraeff, fue tomada frente al Hotel Portobello, en Stanley Gardens en Notting Hill, Londres.

## Recepción de la crítica
Las críticas iniciales de No Secrets eran mixtas. Robert Christgau, escribiendo para Creem, dijo: “Si un caballo pudiera cantar en un tono monótono, el caballo sonaría como Carly Simon, solo que un caballo no rimaría ‘yate’, ‘albaricoque’ y ‘gavota’. ¿Es una especie de chiste?”. En Rolling Stone, Stephen Holden finalizó su reseña escribiendo que, “lo que finalmente hace que No Secrets sea tan refrescante es su canto, que transmite el mejor espíritu de generosidad patricia”.

## Lista de canciones
Todas las canciones escritas y compuestas por Carly Simon, excepto donde esta anotado.
Lado uno
1. «The Right Thing to Do» – 2:59
2. «The Carter Family» (Simon, Jacob Brackman) – 3:30
3. «You're So Vain» – 4:18
4. «His Friends Are More Than Fond of Robin» – 3:01
5. «We Have No Secrets» – 3:58

Lado dos
1. «Embrace Me, You Child» – 4:10
2. «Waited So Long» – 4:29
3. «It Was So Easy» (Simon, Brackman) – 3:08
4. «Night Owl» (James Taylor) – 2:49
5. «When You Close Your Eyes» (Simon, Bill Mernit) – 3:07

## Posicionamiento

### Gráfica semanal
| Gráficas (1973)                     | Pico de posición |
| ----------------------------------- | ---------------- |
| Alemania (Offizielle Top 100)       | 39               |
| Australia (Kent Music Report)       | 1                |
| Canadá (RPM Top Albums/Cds)         | 1                |
| Estados Unidos (Billboard 200)      | 1                |
| Finlandia (Suomen virallinen lista) | 19               |
| Japón (Oricon Albums Chart)         | 3                |
| Noruega (VG-lista)                  | 6                |
| Reino Unido (UK Albums Chart)       | 3                |

### Gráfica de fin de año
| Gráficas (1973)                | Pico de posición |
| ------------------------------ | ---------------- |
| Australia (Kent Music Report)  | 7                |
| Estados Unidos (Billboard 200) | 4                |

## Certificaciones y ventas
| País                  | Certificación | Ventas    |
| --------------------- | ------------- | --------- |
| Estados Unidos (RIAA) | Platino       | 1,000,000 |
| Japón (RIAJ)          | –             | 105,770   |
| Reino Unido (BPI)     | Oro           | 100,000   |